# Din Daeng

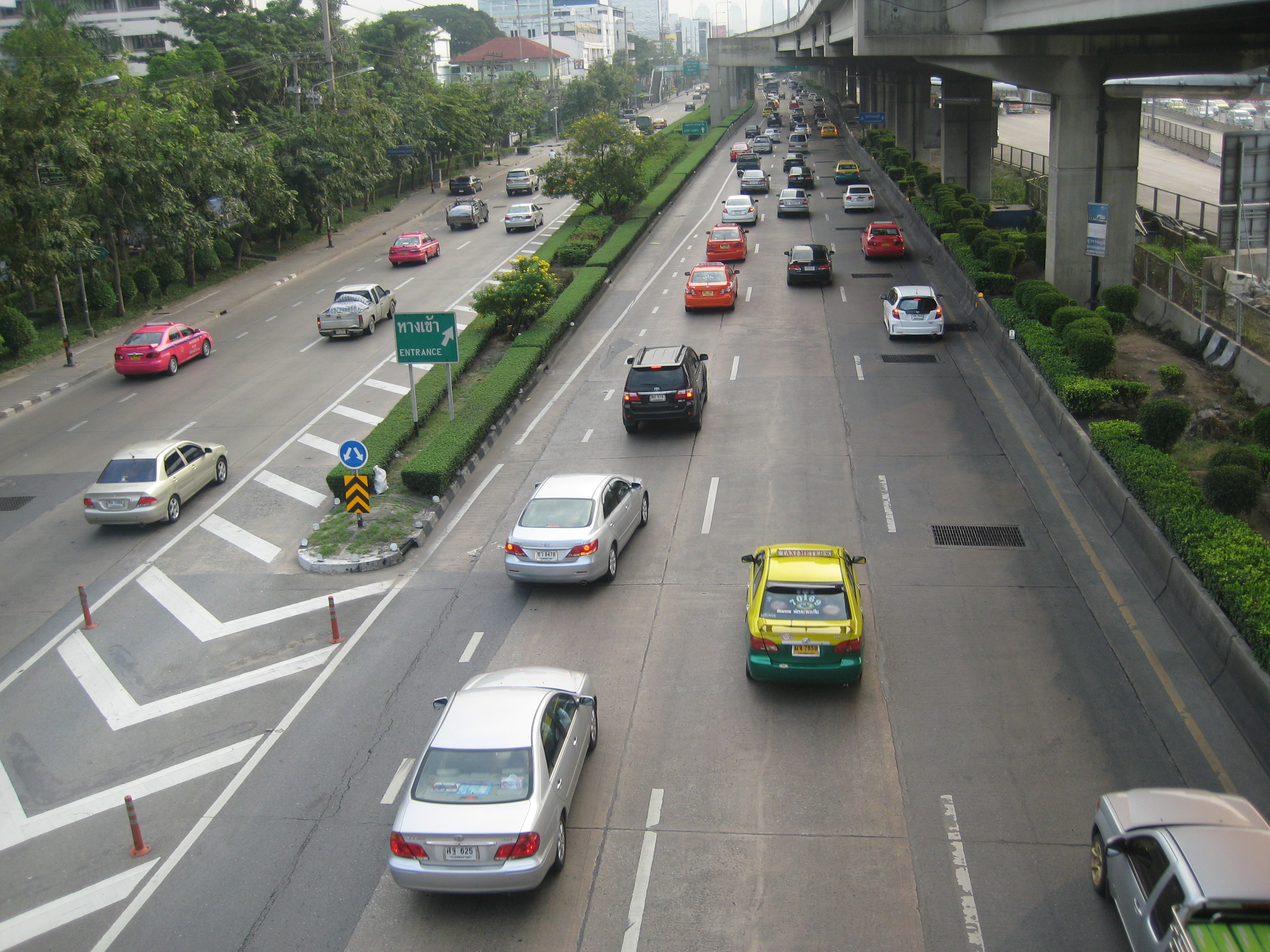
Một xa lộ ở quận Dingdaeng

Din Daeng (tiếng Thái: ดินแดง; IPA: [din dɛ̄ ː n]) là một quận của Bangkok, Thái Lan. Quận Din Daeng có diện tích km2, dân số là người.
Din Daeng giáp các quận huyện sau, theo chiều kim đồng hồ từ phía bắc, Chatuchak, Huai Khwang, Ratchathewi và Phaya Thai.

## Lịch sử
Quận đã được lập ra trong năm 1993, khi phần phía đông của Phaya Thai đã được tách ra để tạo thành một quận mới.
Quận có mật độ dân cư cao là do mật độ xây dựng hộ được xây dựng cho người dân cho các cơ quan chính quyền. Các khu dân cư nằm dọc theo đường Din Daeng và Pracha phố Songkhro.

## Hành chính
Quận chia thành một tiểu huyện (Khwaeng).